# سیدنی والش
سیدنی والش (به انگلیسی: Sydney Walsh) (زاده ۶ ژوئن ۱۹۶۱) بازیگر آمریکایی است.
از فیلم‌های معروف او می‌توان به بازی در فیلم نقطه شکست اشاره کرد.